# Иден (Њујорк)
Иден (енгл. Eden) насељено је место без административног статуса у америчкој савезној држави Њујорк.

## Демографија
По попису из 2010. године број становника је 3.516, што је 63 (-1,8%) становника мање него 2000. године.
| Група             | 2000.         | 2010.         |
| Белци             | 3.496 (97,7%) | 3.433 (97,6%) |
| Афроамериканци    | 21 (0,6%)     | 17 (0,5%)     |
| Азијати           | 14 (0,4%)     | 10 (0,3%)     |
| Хиспаноамериканци | 18 (0,5%)     | 23 (0,7%)     |
| Укупно            | 3.579         | 3.516         |